# دیشپک
دیشپک (به آلمانی: Diespeck) یک شهر در آلمان است که در نوی‌شتات واقع شده‌است. دیشپک ۳٬۶۶۸ نفر جمعیت دارد.